# Reinas (sèrie de televisió)
Reinas és una sèrie de televisió espanyola i britànica que es va emetre entre el 24 de gener i el 28 de febrer de 2017 i que exposava la rivalitat entre Maria Stuart, reina d'Escòcia, i Elisabet I, reina d'Anglaterra. La sèrie està produïda per José Luis Moreno a càrrec de TVE en co-producció amb la BBC, i compta amb un repartiment d'actors britànics i espanyols, doncs la sèrie es va estrenar a ambdós països.

## Sinopsi
Després de trezte anys d'absència, el 1561, des de la coberta d'un luxós galió i acompanyada d'un seguici, la vídua Maria I d'Escòcia, una jove de 19 anys, divisa la terra. Educada als col·legis europeus més exquisits, torna al seu país, que trova pobre i dividit per les lluites religioses i els aixecaments continus entre els diferents clans de la noblesa, incentivats per la seva gran enemiga, Elisabet I d'Anglaterra, el cap visible de l'església d'Anglaterra a qui el papat declara de manera continuada la seva desaprovació i una guerra sense precedents que, sense volver, implicará el rei Felip II d'Espanya, un dels monarques més poderosos.

## Repartiment
- Olivia Chenery com a Maria Stuart
- Rebecca Scott com a Elisabet I
- Harry Jarvis com a Lord Darnley
- Adrián Castiñeiras com a Felip II
- Fernando Gil com a Gran Duc d'Alba
- Laura Ledesma com a Isabel de Valois
- Carlos Camino com a David Rizzio
- Nick Cornwall com a John Dee
- Leo Hatton com a Lady Ann
- Landher Iturbe com a Príncep Carles
- Raül Tortosa com a Príncep d'Éboli
- Viveka Rytzner com a Mary Sealton

## Temporades i episodis

### Temporada
| Temporada | Temporada | Episodis | Estrena             | Final                | Audiència mita | Audiència mita | Audiència mita |
| Temporada | Temporada | Episodis | Estrena             | Final                | Espectadors    | Quota          |                |
| --------- | --------- | -------- | ------------------- | -------------------- | -------------- | -------------- | -------------- |
|           | 1         | 6        | 24 de gener de 2017 | 28 de febrer de 2017 | 1 270 000      | 7,4%           |                |

### Episodis
| Núm. | Títol                            | Direcció                           | Guió                                                | Data d'emissió original |
| ---- | -------------------------------- | ---------------------------------- | --------------------------------------------------- | ----------------------- |
| 1    | «El regreso»                     | José Luis Moreno i Manuel Carballo | José Luis Moreno i Francisco Javier Muñoz Fernández | 24 de gener de 2017     |
| 2    | «El matrimonio, razón de estado» | José Luis Moreno i Manuel Carballo | José Luis Moreno i Francisco Javier Muñoz Fernández | 31 de gener de 2017     |
| 3    | «Conspiración»                   | José Luis Moreno i Manuel Carballo | José Luis Moreno i Francisco Javier Muñoz Fernández | 7 de febrer de 2017     |
| 4    | «Venganza. El informe Rosso»     | José Luis Moreno i Manuel Carballo | José Luis Moreno i Francisco Javier Muñoz Fernández | 14 de febrer de 2017    |
| 5    | «La abdicación»                  | José Luis Moreno i Manuel Carballo | José Luis Moreno i Francisco Javier Muñoz Fernández | 21 de febrer de 2017    |
| 6    | «La decapitación»                | José Luis Moreno i Manuel Carballo | José Luis Moreno i Francisco Javier Muñoz Fernández | 28 de febrer de 2017    |

## Crítica
La sèrie ha estat criticada pel seu alt pressupost (al voltant de 2 milions d'euros per episodi) en contrast amb la seva suposada falta de qualitat, per haver estat rodada en anglès i posteriorment doblada, i per certes irregularitats en la producció, com és l'absència de fitxes a IMDb dels seus suposats guionistes.